# سامي روس
سامي روس (بالإنجليزية: Sammy Ross)‏ (13 نوفمبر 1914 في المملكة المتحدة - 1973) هو لاعب كرة قدم بريطاني (وحمل سابقاً جنسية المملكة المتحدة لبريطانيا العظمى وأيرلندا) في مركز نصف الجناح. لعب مع دندي يونايتد ونادي دمبرتون ونادي رينجرز ونادي فالكيرك ونادي كيلمارنوك ونادي ماذرويل ونادي غرينوك مورتون.